# Foz-Calanda
Foz-Calanda is een gemeente in de Spaanse provincie Teruel in de regio Aragón met een oppervlakte van 37,87 km². Foz-Calanda telt 264 inwoners (1 januari 2016).